# 盧安夏
盧安夏是非洲中部國家贊比亞的城鎮，由銅帶省負責管轄，毗鄰與剛果民主共和國接壤的邊境，分別距離恩多拉和基特韋30公里和42公里，2008年人口117,579。

## 外部連結
- Website with history & photographs of Luanshya

13°08′S 28°24′E / 13.133°S 28.400°E